# Silvana Fernandes
Silvana Mayara Cardoso Fernandes (São Bento, 23 de abril de 1999) é uma atleta de parataekwondo brasileira.

## Biografia
Silvana começou a treinar lançamento de dardo mas logo se interessou pelo parataekwondo. Nos Jogos Paralímpicos de Verão de 2020 em Tóquio conquistou a medalha de bronze na categoria até 58 kg feminino.
Silvana Fernandes tem 22 anos, natural de São Bento da Paraíba, é atleta de taekwondo á 3 anos e com muitas conquistas na bagagem, como uma boa sertaneja. Sua jornada no esporte de alto rendimento iniciou com 15 anos no sertão, seu primeiro esporte foi o atletismo. Mesmo com todas as dificuldades de estrutura e de implementos de treino, Silvana com toda sua determinação e disciplina conseguiu se tornar campeã brasileira na prova de lançamento de dardo (prova do atletismo). Com o passar dos anos Silvana foi notando que o sertão estava ficando pequeno pra ela, então ela teve a coragem e garra de enfrentar o mundo sozinha em busca dos seus sonhos e objetivos, decidiu ir morar em João Pessoa para melhorar sua performance, longe da família e amigos, trancou sua faculdade de contabilidade onde fazia em Caicó, tudo para seguir seu sonho de ser atleta profissional. No mesmo ano que ela se mudou para João Pessoa, em 2018, ela teve a notícia na metade do ano, que sua categoria de prova não ia abrir para os Jogos Parapan-americanos em Lima no Peru, terceiro maior evento do mundo, e consequentemente não ia conseguir atingir o índice paralímpico para se classificar para as paralímpiadas de Tokyo. Momento esse de muito desmotivação e até de pensamentos de desistência do esporte de alto rendimento, foi nesse momento de incertezas que ela conheceu o parataekwondo, ela estava em uma competição de atletismo e um olheiro a chamou para conversar sobre o parataekwondo, falou que ela tinha um biotipo para ser lutadora. Devido à falta de informação e conhecimento do pessoal das artes marciais em João Pessoa, Silvana ficou apenas na expectativa de como seria o parataekwondo, logo em seguida em outra competição do atletismo, essa em São Paulo, o mesmo olheiro estava lá e perguntou se ela tinha conhecido o novo esporte, no momento que ela falou não, ele fez uma proposta que mudou a vida dela, ele marcou um teste com o técnico da seleção Brasileira de parataekwondo, o mesmo elogiou muito ela, falou da facilidade de aprendizagem das técnicas e que conseguiu enxergar um futuro promissor para a atleta, e foi muito realista, falou que Tokyo estava a apenas à 2 anos e que seria muito difícil a classificação, mas não impossível, e mesmo que fosse uma chance mínima ela tentaria ao máximo essa vaga, destacou Silvana. Após isso Silvana começou a treinar em campina grande com o mestre Ricardo, que foi o primeiro contato que o técnico da seleção Brasileira passou para ela. Nesse período Silvana tinha que treinar as duas modalidades (atletismo e o paratakwondo) pois recebia bolsa atleta pelo atletismo e tinha que terminar o calendário de competições. Esse foi o momento mais difícil da atleta, pois já não é fácil treinar um esporte de alto rendimento, imagina dois? Mas Silvana sempre se teve focada nos objetivos e sabia que o processo seria difícil. Os primeiros meses do treinamento em Campina Grande estavam dando certo, mesmo com mais de 200km de vigem, como Silvana almejava algo grande, que era a vaga para os Jogos parapan e as paralimpiadas, Silvana viu a necessidade de aumentar a carga de treino e assim tendo que treinar em João Pessoa para uma melhor performance, assim seu mestre Ricardo passou o contato do Mestre Adriano Lucena (técnico atual da atleta), onde Silvana gostou da metodologia de treino e decidiu ficar. Em abril de 2019 Silvana já tinha um grande desafio a vista que era a disputa com a atleta da seleção Brasileira e medalhista mundial, no regional nordeste, Silvana não se intimidou e com seu foco e garra ganhou de folga da atleta, algo que surpreendeu toda a seleção Brasileira e logo em seguida começaram as convocações para os campeonatos internacionais. O campeonato mais importante para Silvana em 2019 foram os Jogos parapamamericanos em Lima no Peru, onde a mesma se consagrou campeã e enxergou naquele momento que tinha feito a escolha certa e que tudo o que passou para estar ali, valeram a pena. Após isso Silvana disputou o classificatório conseguindo a vaga para os jogos paralimpicos de tokyo. Logo em seguida veio a pandemia onde mesmo com todo cenário pandêmico e de incertezas das paralimpiadas, Silvana continuou firme e focada nos treinos. Em 2021, Silvana teve que passar uma temporada em Curitiba por causa de estratégias de treinamento, focados para as paralimpiadas. Em junho do mesmo ano haveria duas competições importantes antes das paralimpiadas, o panamericano e o Asia open, onde Silvana se consagrou campeã nas duas competições e em uma delas, Silvana ganhou da número 1 do mundo e a mesma atleta nunca tinha perdido para alguém, então assim, Silvana tirou a invencibilidade dela. Logo em seguida veio a tão esperada paralimpiadas, aquele momento era de pura nostalgia para Silvana, por estar vivendo seu sonho, mas Silvana estava convicta que de lá ela não sairia sem uma medalha, e concretizando sua participação nos jogos com a grande e histórica medalha de Bronze e assim além de medalhista paralimpica, Silvana se tornou a primeira mulher a medalhar no parataekwondo e a primeira mulher do esporte paralimpico a medalhar em uma paralimpiada.